# Liste von Leuchttürmen in Italien
Diese Liste führt Leuchttürme in Italien auf. Leuchtturm heißt auf italienisch Faro. Bei den Stationen, die durch einen Neubau ersetzt wurden, ist ein zweites Baujahr angegeben. 

## Liste
| Name                               | Region                  | Gewässer             | Position                         | Baujahr   | Turmhöhe | Feuerhöhe | Kennung         | Bild            |
| ---------------------------------- | ----------------------- | -------------------- | -------------------------------- | --------- | -------- | --------- | --------------- | --------------- |
| Faro di Ancona                     | Marken                  | Adriatisches Meer    | 43° 37′ 24″ N, 13° 30′ 51,9″ O   | 1860      | 19 m     | 105 m     | gelöscht (1965) |                 |
| Faro di Ancona                     | Marken                  | Adriatisches Meer    | 43° 37′ 22,1″ N, 13° 30′ 56,7″ O | 1965      | 15 m     | 118 m     | Fl(4)W.30s      |                 |
| Faro di Barrettinelli di Fuori     | La-Maddalena-Archipel   | Straße von Bonifacio | 41° 18′ 5,7″ N, 9° 24′ 2,8″ O    | 1936/1961 | 12 m     | 22 m      | Fl(2)W.10s      |                 |
| Faro dell'isola di Bocca           | Sardinien               | Tyrrhenisches Meer   | 40° 55′ 13,9″ N, 9° 34′ 0,3″ O   | 1887      | 22 m     | 24 m      | LFl.W.5s        |                 |
| Faro di Capel Rosso                | Toskanischer Archipel   | Tyrrhenisches Meer   | 42° 19′ 14,7″ N, 10° 55′ 11,1″ O | 1883      | 20 m     | 90 m      | Fl(4)W.30s      |                 |
| Faro di Capo Bellavista            | Sardinien               | Tyrrhenisches Meer   | 39° 55′ 48,5″ N, 9° 42′ 48,5″ O  | 1866      | 19 m     | 165 m     | Fl(2)W.10s      |                 |
| Faro di Capo Bonifati              | Kalabrien               | Tyrrhenisches Meer   | 39° 32′ 41,4″ N, 15° 52′ 59,8″ O |           | 7 m      | 63 m      | Fl(2)W.10s      |                 |
| Faro di Capo Caccia                | Sardinien               | Sardinisches Meer    | 40° 33′ 38,6″ N, 8° 9′ 46,4″ O   | 1864      | 22 m     | 186 m     | Fl.W.5s         |                 |
| Faro di Capo Carbonara             | Sardinien               | Tyrrhenisches Meer   | 39° 6′ 12,7″ N, 9° 30′ 49,8″ O   | 1974      | 5 m      | 120 m     | Fl.W.7.5s       |                 |
| Faro di Capo Cefalù                | Sizilien                | Tyrrhenisches Meer   | 38° 2′ 23,2″ N, 14° 1′ 45,9″ O   | 1913      | 26 m     | 80 m      | Fl.W.5s         |                 |
| Faro di Capo Circeo                | Latium                  | Tyrrhenisches Meer   | 41° 13′ 20,5″ N, 13° 4′ 6,7″ O   | 1866      | 18 m     | 38 m      | Fl.W.5s         |                 |
| Faro di Capo Colonna               | Kalabrien               | Ionisches Meer       | 39° 1′ 32,3″ N, 17° 12′ 15,9″ O  | 1873      | 22 m     | 40 m      | Fl.W.5s         |                 |
| Faro di Capo Comino                | Sardinien               | Tyrrhenisches Meer   | 40° 31′ 42,4″ N, 9° 49′ 40″ O    | 1925      | 20 m     | 26 m      | Fl.W.5s         |                 |
| Faro di Capo d'Anzio               | Latium                  | Tyrrhenisches Meer   | 41° 26′ 45,1″ N, 12° 37′ 18,3″ O | 1870      | 21 m     | 37 m      | Fl(2)W.10s      |                 |
| Faro di Capo d'Orlando             | Sizilien                | Tyrrhenisches Meer   | 38° 9′ 53,1″ N, 14° 44′ 48,5″ O  | 1904      | 10 m     | 27 m      | LFl(2)W.12s     |                 |
| Faro di Capo d'Orso                | Kampanien               | Golf von Salerno     | 40° 37′ 59,5″ N, 14° 40′ 50,9″ O | 1882      | 5 m      | 66 m      | Fl(3)W.15s      |                 |
| Faro di Capo d'Orso                | Sardinien               | Straße von Bonifacio | 41° 10′ 39,5″ N, 9° 25′ 23,4″ O  | 1924/1960 | 10 m     | 12 m      | Fl.W.3s         |                 |
| Faro di Capo d'Otranto             | Apulien                 | Straße von Otranto   | 40° 6′ 26,7″ N, 18° 31′ 11,6″ O  | 1867      | 32 m     | 60 m      | Fl.W.5s         |                 |
| Faro di Capo dell'Arma             | Ligurien                | Ligurisches Meer     | 43° 49′ 2,4″ N, 7° 49′ 54,2″ O   | 1912/1948 | 15 m     | 50 m      | Fl(2)W.15s      |                 |
| Faro di Capo dell'Armi             | Kalabrien               | Straße von Messina   | 37° 57′ 15,6″ N, 15° 40′ 44,4″ O | 1867      | 12 m     | 95 m      | Fl(2)W.10s      |                 |
| Faro di Capo Faro                  | Liparische Inseln       | Tyrrhenisches Meer   | 38° 34′ 50,1″ N, 14° 52′ 17″ O   | 1884      | 12 m     | 56 m      | LFl.W.6s        | Bild gesucht BW |
| Faro di Capo Ferro                 | Sardinien               | Tyrrhenisches Meer   | 41° 9′ 17,6″ N, 9° 31′ 23,7″ O   | 1861      | 18 m     | 52 m      | Fl(3)W.15s      |                 |
| Faro di Capo Ferro (NE)            | Sardinien               | Tyrrhenisches Meer   | 41° 9′ 24″ N, 9° 31′ 34,9″ O     |           | 10 m     | 14 m      | Fl.R.3s         |                 |
| Faro di Capo Focardo               | Toskanischer Archipel   | Tyrrhenisches Meer   | 42° 45′ 15,7″ N, 10° 24′ 34,9″ O | 1863      | 13 m     | 32 m      | Fl(3)W.15s      |                 |
| Faro di Capo Gallo                 | Sizilien                | Tyrrhenisches Meer   | 38° 13′ 24,6″ N, 13° 18′ 59,9″ O | 1854      | 7 m      | 40 m      | LFl(2)W.15s     |                 |
| Faro di Capo Granitola             | Sizilien                | Straße von Sizilien  | 37° 33′ 57″ N, 12° 39′ 44,6″ O   | 1865      | 35 m     | 37 m      | LFl.W.10s       |                 |
| Faro di Capo Grecale               | Pelagische Inseln       | Mittelmeer           | 35° 31′ 3,7″ N, 12° 37′ 55,8″ O  | 1855      | 19 m     | 82 m      | Fl.W.5s         |                 |
| Faro di Capo Mele                  | Ligurien                | Ligurisches Meer     | 43° 57′ 19″ N, 8° 10′ 20,1″ O    | 1856      | 25 m     | 94 m      | Fl(3)W.15s      |                 |
| Faro di Capo Milazzo               | Sizilien                | Tyrrhenisches Meer   | 38° 16′ 13,7″ N, 15° 13′ 51,1″ O | 1853/1891 | 10 m     | 90 m      | LFl.W.6s        |                 |
| Faro di Capo Miseno                | Kampanien               | Golf von Neapel      | 40° 46′ 41,8″ N, 14° 5′ 20,5″ O  | 1869/1954 | 12 m     | 80 m      | Fl(2)W.10s      |                 |
| Faro di Punta Pioppeto             | Kampanien, Procida      | Golf von Neapel      | 40° 46′ 13,4″ N, 14° 1′ 0,6″ O   | 1849      | 3 m      | 21 m      | Fl(3)W.10s      |                 |
| Faro di Capo Molini                | Sizilien                | Ionisches Meer       | 37° 34′ 36,8″ N, 15° 10′ 33,9″ O | 1868      | 20 m     | 42 m      | Fl(3)W.15s      |                 |
| Faro di Capo Murro di Porco        | Sizilien                | Ionisches Meer       | 37° 0′ 11,1″ N, 15° 20′ 6,3″ O   | 1859      | 20 m     | 34 m      | Fl.W.5s         |                 |
| Faro di Capo Palinuro              | Kampanien               | Tyrrhenisches Meer   | 40° 1′ 28,5″ N, 15° 16′ 25,6″ O  | 1870      | 14 m     | 206 m     | Fl(3)W.15s      |                 |
| Faro di Capo Passero               | Sizilien                | Ionisches Meer       | 36° 41′ 18,3″ N, 15° 9′ 6,4″ O   | 1871      | 11 m     | 39 m      | Fl(2)W.10s      |                 |
| Faro di Capo Peloro                | Sizilien                | Straße von Messina   | 38° 16′ 5,5″ N, 15° 39′ 2,5″ O   | 1853/1884 | 37 m     | 37 m      | Fl(2)G.10s      |                 |
| Faro di Capo Rasocolmo             | Sizilien                | Tyrrhenisches Meer   | 38° 17′ 44,4″ N, 15° 31′ 8,8″ O  |           | 13 m     | 85 m      | Fl(3)W.10s      | Bild gesucht BW |
| Faro di Capo Rizzuto               | Kalabrien               | Ionisches Meer       | 38° 53′ 42,6″ N, 17° 5′ 34″ O    | 1906      | 17 m     | 37 m      | LFl(2)WR.10s    |                 |
| Faro di Capo Rossello              | Sizilien                | Straße von Sizilien  | 37° 17′ 41,7″ N, 13° 27′ 0,4″ O  | 1859      | 8 m      | 95 m      | Fl(2)W.10s      | Bild gesucht BW |
| Faro di Capo San Marco             | Sizilien                | Straße von Sizilien  | 37° 29′ 45,3″ N, 13° 1′ 15,3″ O  | 1885      | 11 m     | 25 m      | Fl(3)W.15s      | Bild gesucht BW |
| Faro di Capo San Vito              | Apulien                 | Golf von Tarent      | 40° 24′ 42,3″ N, 17° 12′ 12,6″ O | 1869      | 43 m     | 46 m      | Fl(3)W.15s      | Bild gesucht BW |
| Faro di Capo Sandalo               | Sardinien               | Sardinisches Meer    | 39° 8′ 50,8″ N, 8° 13′ 24,9″ O   | 1864      | 30 m     | 134 m     | Fl(4)W.20s      |                 |
| Faro di Capo Sant'Elia             | Sardinien               | Tyrrhenisches Meer   | 39° 11′ 3,4″ N, 9° 8′ 50,8″ O    | 1860      | 21 m     | 70 m      | Fl(2)W.10s      |                 |
| Faro di Capo Santa Croce           | Sizilien                | Ionisches Meer       | 37° 14′ 36,2″ N, 15° 15′ 22,8″ O | 1859      | 27 m     | 39 m      | LFl(2)W.12s     |                 |
| Faro di Capo Santa Maria di Leuca  | Apulien                 | Ionisches Meer       | 39° 47′ 45,2″ N, 18° 22′ 6,3″ O  | 1866      | 48 m     | 102 m     | Fl(3)W.15s      |                 |
| Faro di Capo Spartivento           | Sardinien               | Tyrrhenisches Meer   | 38° 52′ 40,1″ N, 8° 50′ 43,7″ O  | 1866      | 19 m     | 81 m      | Fl(3)W.15s      |                 |
| Faro di Capo Spartivento           | Kalabrien               | Ionisches Meer       | 37° 55′ 32,3″ N, 16° 3′ 38,9″ O  | 1867      | 15 m     | 63 m      | Fl.W.8s         |                 |
| Faro di Capo Suvero                | Kalabrien               | Tyrrhenisches Meer   | 38° 57′ 8,3″ N, 16° 9′ 27,5″ O   | 1869/1984 | 25 m     | 58 m      | Fl(2)W.10s      |                 |
| Faro di Capo Testa                 | Sardinien               | Straße von Bonifacio | 41° 14′ 37,4″ N, 9° 8′ 39,2″ O   | 1845      | 23 m     | 67 m      | Fl(3)W.12s      |                 |
| Faro di Capo Vaticano              | Kalabrien               | Tyrrhenisches Meer   | 38° 37′ 9,5″ N, 15° 49′ 41,4″ O  | 1885      | 8 m      | 108 m     | Fl(4)W.20s      |                 |
| Faro di Capo Zafferano             | Sizilien                | Tyrrhenisches Meer   | 38° 6′ 43,6″ N, 13° 32′ 15″ O    | 1884      | 11 m     | 34 m      | Fl(3)WR.10s     |                 |
| Faro di Capraia                    | Toskanischer Archipel   | Tyrrhenisches Meer   | 43° 3′ 4,1″ N, 9° 50′ 39,8″ O    | 1868/1908 | 12 m     | 30 m      | LFl.W.6s        |                 |
| Faro di Castello a Mare            | Apulien                 | Adriatisches Meer    | 40° 39′ 19,3″ N, 17° 58′ 3,2″ O  | 2004      | 25 m     | 28 m      | Fl(4)W.20s      | Bild gesucht BW |
| Faro di Castello d'Ischia          | Kampanien               | Golf von Neapel      | 40° 43′ 55,7″ N, 13° 57′ 56,5″ O | 1913      | 3 m      | 82 m      | LFl.W.6s        |                 |
| Faro di Cattolica                  | Emilia-Romagna          | Adriatisches Meer    | 43° 58′ 8,3″ N, 12° 45′ 4″ O     | 1960      | 17 m     | 17 m      | Mo(O)W.14s      |                 |
| Faro di Cesenatico                 | Emilia-Romagna          | Adriatisches Meer    | 44° 12′ 22″ N, 12° 24′ 5,5″ O    | 1892      | 17 m     | 18 m      | Fl(2)W.6s       |                 |
| Faro di Civitanova Marche          | Marken                  | Adriatisches Meer    | 43° 18′ 38,4″ N, 13° 43′ 41,8″ O | 1967      | 46 m     | 42 m      | Mo(C)W.20s      |                 |
| Faro di Cozzo Spadaro              | Sizilien                | Ionisches Meer       | 36° 41′ 10,3″ N, 15° 7′ 54,4″ O  | 1864      | 36 m     | 82 m      | Fl(3)W.15s      |                 |
| Faro di Desenzano del Garda        | Lombardei               | Gardasee             | 45° 28′ 16″ N, 10° 32′ 35,4″ O   | 1890er    | 12 m     | 13 m      | unbekannt       |                 |
| Faro della Diga Foranea            | Toskana                 | Tyrrhenisches Meer   | 43° 51′ 28,6″ N, 10° 14′ 14,4″ O |           | 30 m     | 30 m      | Fl.W.5s         |                 |
| Faro di Fanale d'Atterraggio       | Kampanien               | Golf von Neapel      | 40° 41′ 19,5″ N, 14° 28′ 12,9″ O |           | 16 m     | 114 m     | Fl(2)W.10s      | Bild gesucht BW |
| Faro di Fano                       | Marken                  | Adriatisches Meer    | 43° 51′ 3,7″ N, 13° 0′ 55,4″ O   | 1903      | 20 m     | 21 m      | Fl.W.5s         |                 |
| Faro di Gelso                      | Liparische Inseln       | Tyrrhenisches Meer   | 38° 22′ 1,5″ N, 14° 59′ 30,1″ O  | 1853/1887 | 31 m     | 35 m      | Fl(4)W.20s      |                 |
| Faro di Giannutri                  | Toskanischer Archipel   | Tyrrhenisches Meer   | 42° 14′ 22″ N, 11° 6′ 28,7″ O    | 1883      | 8 m      | 61 m      | Fl.W.5s         |                 |
| Faro di Imperia Ponente            | Ligurien                | Ligurisches Meer     | 43° 52′ 31,4″ N, 8° 1′ 38,7″ O   | 1881/1950 | 11 m     | 11 m      | Iso.W.4s        | Bild gesucht BW |
| Faro di Isola dei Cavoli           | Sardinien               | Tyrrhenisches Meer   | 39° 5′ 19″ N, 9° 32′ 0,7″ O      | 1858      | 37 m     | 74 m      | Fl(2)WR.10s     |                 |
| Faro di Isolotti Monaci            | La-Maddalena-Archipel   | Tyrrhenisches Meer   | 41° 12′ 57,6″ N, 9° 31′ 0,9″ O   |           | 16 m     | 24 m      | Fl.WR.5s        |                 |
| Faro di Lampione                   | Pelagische Inseln       | Mittelmeer           | 35° 33′ 4,2″ N, 12° 19′ 12,8″ O  |           | 6 m      | 40 m      | Fl(2)W.10s      |                 |
| Faro di Licata                     | Sizilien                | Mittelmeer           | 37° 5′ 46,7″ N, 13° 56′ 27,7″ O  | 1895      | 37 m     | 40 m      | Fl.W.5s         |                 |
| Faro di Livorno                    | Toskana                 | Tyrrhenisches Meer   | 43° 32′ 37,6″ N, 10° 17′ 41,6″ O | 1154/1955 | 52 m     | 52 m      | Fl(4)W.20s      |                 |
| Faro di Manfredonia                | Apulien                 | Adriatisches Meer    | 41° 37′ 43,4″ N, 15° 55′ 23,6″ O | 1868/1947 | 18 m     | 20 m      | Fl.W.5s         |                 |
| Faro di Marina di Carrara          | Toskana                 | Ligurisches Meer     | 44° 2′ 10,5″ N, 10° 2′ 12,7″ O   | 1956      | 22 m     | 22 m      | Fl.W.3s         | Bild gesucht BW |
| Faro di Marina Ravenna             | Emilia-Romagna          | Adriatisches Meer    | 44° 29′ 30,9″ N, 12° 17′ 3″ O    | 1862/1947 | 33 m     | 35 m      | Fl.W.5s         | Bild gesucht BW |
| Faro di Marsala                    | Sizilien                | Straße von Sizilien  | 37° 47′ 14,9″ N, 12° 26′ 12,2″ O | 1849      | 19 m     | 19 m      | Fl(2)W.10s      |                 |
| Faro meridionale della Meloria     | Toskanischer Archipel   | Tyrrhenisches Meer   | 43° 32′ 45,9″ N, 10° 13′ 7,9″ O  | 1950er    | 18 m     | 18 m      | Q(6)W.10s       |                 |
| Faro di Monte Cappuccini           | Latium                  | Tyrrhenisches Meer   | 42° 5′ 54,3″ N, 11° 49′ 0,3″ O   | 1951      | 30 m     | 125 m     | Fl(2)W.10s      | Bild gesucht BW |
| Faro di Monte Orlando              | Latium                  | Tyrrhenisches Meer   | 41° 12′ 24,2″ N, 13° 34′ 38,9″ O | 1854/1954 | 14 m     | 185 m     | Fl(3)W.15s      |                 |
| Faro di Monte Poro                 | Toskanischer Archipel   | Tyrrhenisches Meer   | 42° 43′ 40″ N, 10° 14′ 14,4″ O   |           | 7 m      | 160 m     | Fl.W.5s         |                 |
| Faro di Murano                     | Venetien                | Lagune von Venedig   | 45° 27′ 10,1″ N, 12° 21′ 16,5″ O | 1912      | 35 m     | 37 m      | Oc.W.6s         |                 |
| Faro di Ortona                     | Abruzzen                | Adriatisches Meer    | 42° 21′ 32,8″ N, 14° 24′ 30,7″ O | 1937      | 24 m     | 23 m      | Fl(2)W.6s       |                 |
| Faro di Palmaiola                  | Toskanischer Archipel   | Tyrrhenisches Meer   | 42° 51′ 56,4″ N, 10° 28′ 29″ O   | 1844      | 14 m     | 105 m     | Fl.W.5s         |                 |
| Faro di Paola                      | Kalabrien               | Tyrrhenisches Meer   | 39° 21′ 44,6″ N, 16° 1′ 53,5″ O  | 1929      | 17 m     | 53 m      | Fl(3)W.15s      |                 |
| Faro di Pedaso                     | Marken                  | Adriatisches Meer    | 43° 5′ 28,2″ N, 13° 50′ 42,3″ O  | 1877/1950 | 22 m     | 51 m      | Fl(3)W.15s      | Bild gesucht BW |
| Faro di Pesaro                     | Marken                  | Adriatisches Meer    | 43° 55′ 23,4″ N, 12° 52′ 54,4″ O | 1883/1952 | 25 m     | 175 m     | Fl(2)W.15s      |                 |
| Faro di Pianosa                    | Toskanischer Archipel   | Tyrrhenisches Meer   | 42° 35′ 9″ N, 10° 5′ 47″ O       | 1864      | 19 m     | 42 m      | Fl(2)W.10s      |                 |
| Faro di Piombino                   | Toskana                 | Tyrrhenisches Meer   | 42° 55′ 11,8″ N, 10° 31′ 31,2″ O |           | 5 m      | 18 m      | Fl(3)W.15s      |                 |
| Faro di Ponte Romano               | Sardinien               | Sardinisches Meer    | 39° 3′ 29,7″ N, 8° 28′ 26″ O     | 1924      | 22 m     | 23 m      | Fl.W.5s         | Bild gesucht BW |
| Faro di Porto Conte                | Sardinien               | Sardinisches Meer    | 40° 35′ 37,7″ N, 8° 12′ 14,8″ O  | 1919      | 8 m      | 17 m      | Fl.W.3s         |                 |
| Faro di Porto Ercole               | Toskana                 | Tyrrhenisches Meer   | 42° 23′ 24,2″ N, 11° 12′ 45″ O   | 1862      | 19 m     | 91 m      | LFl.WR.7s       |                 |
| Faro di Porto Garibaldi            | Emilia-Romagna          | Adriatisches Meer    | 44° 40′ 33,8″ N, 12° 14′ 40,4″ O | 1891      | 12 m     | 14 m      | Fl(4)W.15s      |                 |
| Faro di Porto Torres               | Sardinien               | Straße von Bonifacio | 40° 50′ 9,8″ N, 8° 23′ 50,1″ O   | 1852/1966 | 20 m     | 45 m      | LFl(2)W.10s     |                 |
| Faro di Portoferraio               | Toskanischer Archipel   | Tyrrhenisches Meer   | 42° 48′ 58,6″ N, 10° 20′ 2,5″ O  | 1789/1915 | 25 m     | 63 m      | Fl(3)W.14s      |                 |
| Faro di Punta Alice                | Kalabrien               | Ionisches Meer       | 39° 23′ 55,9″ N, 17° 9′ 12,3″ O  | 1896      | 27 m     | 31 m      | Fl(2)W.10s      |                 |
| Faro di Punta Beppe Tuccio         | Pelagische Inseln       | Mittelmeer           | 35° 52′ 19,9″ N, 12° 52′ 43,1″ O | 1890      | 17 m     | 32 m      | Fl(4)W.20s      |                 |
| Faro di Punta Campanella           | Kampanien               | Golf von Salerno     | 40° 34′ 9,7″ N, 14° 19′ 29,5″ O  | 1846/1972 | 18 m     | 65 m      | Fl.W.5s         |                 |
| Faro di Punta Carena               | Kampanien               | Tyrrhenisches Meer   | 40° 32′ 10,5″ N, 14° 11′ 55,2″ O | 1867      | 28 m     | 73 m      | Fl.W.3s         |                 |
| Faro di Punta Cavazzi              | Ustica                  | Tyrrhenisches Meer   | 38° 41′ 38,9″ N, 13° 9′ 17,5″ O  | 1885      | 28 m     | 40 m      | Fl(4)W.12s      | Bild gesucht BW |
| Faro di Punta di Portofino         | Ligurien                | Ligurisches Meer     | 44° 17′ 55,3″ N, 9° 13′ 6,2″ O   | 1917      | 12 m     | 40 m      | Fl.W.5s         |                 |
| Faro di Punta Fenaio               | Toskanischer Archipel   | Tyrrhenisches Meer   | 42° 23′ 17,8″ N, 10° 52′ 52,1″ O | 1883      | 10 m     | 39 m      | Fl(3)W.15s      |                 |
| Faro di Punta Fortino              | Kampanien               | Golf von Salerno     | 40° 21′ 17,7″ N, 14° 59′ 12,9″ O | 1923      | 10 m     | 42 m      | Fl(2)W.6s       |                 |
| Faro di Punta Imperatore           | Kampanien               | Tyrrhenisches Meer   | 40° 42′ 39,9″ N, 13° 51′ 10,1″ O | 1884/1916 | 13 m     | 164 m     | Fl(2)W.15s      |                 |
| Faro di Punta Libeccio             | Ägadische Inseln        | Tyrrhenisches Meer   | 37° 57′ 24,2″ N, 12° 3′ 0,1″ O   | 1867      | 24 m     | 73 m      | Fl(2)W.15s      | Bild gesucht BW |
| Faro di Punta Lingua               | Liparische Inseln       | Tyrrhenisches Meer   | 38° 32′ 13,9″ N, 14° 52′ 16,8″ O | 1930er    | 12 m     | 13 m      | Fl.W.3s         |                 |
| Faro di Punta Marsala              | Ägadische Inseln        | Tyrrhenisches Meer   | 37° 54′ 24,3″ N, 12° 21′ 55,4″ O | 1856      | 15 m     | 20 m      | Fl(4)W.15s      |                 |
| Faro di Punta Omo Morto            | Ustica                  | Tyrrhenisches Meer   | 38° 42′ 45,2″ N, 13° 11′ 54,4″ O | 1884      | 10 m     | 100 m     | Fl(3)W.15s      | Bild gesucht BW |
| Faro di Punta Palau                | Sardinien               | Straße von Bonifacio | 41° 11′ 15″ N, 9° 22′ 52,1″ O    |           | 10 m     | 15 m      | Fl(2)G.10s      |                 |
| Faro di Punta Penna                | Abruzzen                | Adriatisches Meer    | 42° 10′ 15,9″ N, 14° 42′ 52,5″ O | 1906/1948 | 70 m     | 84 m      | Fl.W.5s         |                 |
| Faro di Punta Pezzo                | Kalabrien               | Straße von Messina   | 38° 13′ 51,9″ N, 15° 38′ 11,7″ O | 1883/1953 | 23 m     | 26 m      | Fl(3)R.15s      |                 |
| Faro di Punta Polveraia            | Toskanischer Archipel   | Tyrrhenisches Meer   | 42° 47′ 40,1″ N, 10° 6′ 37,4″ O  | 1909      | 10 m     | 52 m      | LFl(3)W.15s     | Bild gesucht BW |
| Faro di Punta Sabbioni             | Venetien                | Lagune von Venedig   | 45° 25′ 21,8″ N, 12° 26′ 12,2″ O | 1908      | 25 m     | 26 m      | LFl(2)W.12s     |                 |
| Faro di Punta San Cataldo          | Apulien                 | Adriatisches Meer    | 41° 8′ 20,7″ N, 16° 50′ 42,3″ O  | 1869      | 62 m     | 66 m      | Fl(3)W.20s      |                 |
| Faro di Punta San Cataldo di Lecce | Apulien                 | Straße von Otranto   | 40° 23′ 26,8″ N, 18° 18′ 23,9″ O | 1897      | 23 m     | 25 m      | LFl.W.5s        |                 |
| Faro di Punta San Raineri          | Sizilien                | Straße von Messina   | 38° 11′ 36,7″ N, 15° 34′ 27,2″ O | 1555      | 42 m     | 41 m      | Fl(3)W.15s      |                 |
| Faro di Punta Sottile              | Ägadische Inseln        | Tyrrhenisches Meer   | 37° 56′ 6,2″ N, 12° 16′ 20,2″ O  | 1860/1904 | 38 m     | 43 m      | Fl.W.8s         |                 |
| Faro di Punta Spadillo             | Pantelleria             | Mittelmeer           | 36° 49′ 27,5″ N, 12° 0′ 44,8″ O  | 1884      | 21 m     | 50 m      | Fl(2)W.10s      |                 |
| Faro di Punta Stilo                | Kalabrien               | Ionisches Meer       | 38° 26′ 51,1″ N, 16° 34′ 39,5″ O | 1887      | 15 m     | 54 m      | Fl(3)W.15s      |                 |
| Faro di Punta Tagliamento          | Venetien                | Golf von Venedig     | 45° 38′ 10,6″ N, 13° 5′ 51″ O    | 1913      | 21 m     | 22 m      | Fl(3)W.10s      |                 |
| Faro di Punta Timone               | Sardinien               | Tyrrhenisches Meer   | 40° 55′ 34″ N, 9° 44′ 8,7″ O     | 1861/1920 | 7 m      | 72 m      | LFl(2)W.10s     | Bild gesucht BW |
| Faro di Punta Torre Canne          | Apulien                 | Adriatisches Meer    | 40° 50′ 30,7″ N, 17° 28′ 8″ O    | 1929      | 32 m     | 35 m      | Fl(2)W.10s      |                 |
| Faro di Punta Vagno                | Ligurien                | Ligurisches Meer     | 44° 23′ 31,1″ N, 8° 57′ 9,9″ O   | 1931      | 15 m     | 26 m      | LFl(3)W.15s     | Bild gesucht BW |
| Faro di Punta della Guardia        | Latium                  | Tyrrhenisches Meer   | 40° 52′ 39,6″ N, 12° 57′ 11,2″ O | 1886      | 17 m     | 112 m     | Fl(3)W.30s      |                 |
| Faro di Razzoli                    | La-Maddalena-Archipel   | Straße von Bonifacio | 41° 18′ 25″ N, 9° 20′ 23,8″ O    | 1974      | 12 m     | 77 m      | Fl.WR.2.5s      |                 |
| Faro di Rimini                     | Emilia-Romagna          | Adriatisches Meer    | 44° 4′ 26,7″ N, 12° 34′ 26,2″ O  | 1862      | 25 m     | 27 m      | Fl(3)W.12s      |                 |
| Faro di Rocchetta                  | Venetien                | Lagune von Venedig   | 45° 20′ 21,6″ N, 12° 18′ 40″ O   | 1879      | 24 m     | 25 m      | Fl(3)W.12s      |                 |
| Faro di San Benedetto del Tronto   | Marken                  | Adriatisches Meer    | 42° 57′ 9,3″ N, 13° 53′ 9,9″ O   | 1957      | 31 m     | 31 m      | Fl(2)W.10s      |                 |
| Faro di San Venerio                | Ligurien                | Ligurisches Meer     | 44° 1′ 35,6″ N, 9° 50′ 58,7″ O   | 1840/1884 | 24 m     | 117 m     | Fl(3)W.15s      |                 |
| Faro del molo di San Vincenzo      | Kampanien               | Golf von Neapel      | 40° 49′ 58,3″ N, 14° 16′ 19,6″ O | 1916      | 24 m     | 25 m      | Fl(3)W.15s      |                 |
| Faro di San Vito lo Capo           | Sizilien                | Tyrrhenisches Meer   | 38° 11′ 18,3″ N, 12° 44′ 0,3″ O  | 1859      | 38 m     | 45 m      | Fl.W.5s         |                 |
| Faro di Santa Maria                | La-Maddalena-Archipel   | Straße von Bonifacio | 41° 17′ 55,1″ N, 9° 23′ 2,5″ O   | 1913      | 12 m     | 17 m      | Fl(4)W.20s      |                 |
| Faro di Scaramia                   | Sizilien                | Mittelmeer           | 36° 47′ 14,3″ N, 14° 29′ 38,5″ O | 1859      | 35 m     | 37 m      | Fl(2)W.8s       |                 |
| Faro di Scario                     | Kampanien               | Tyrrhenisches Meer   | 40° 2′ 54,9″ N, 15° 29′ 25″ O    | 1883      | 12 m     | 24 m      | Fl(4)W.12s      | Bild gesucht BW |
| Faro di Sciara Biscari             | Sizilien                | Ionisches Meer       | 37° 29′ 20,4″ N, 15° 5′ 6,4″ O   | 1863/1951 | 28 m     | 31 m      | Fl.W.5s         | Bild gesucht BW |
| Faro di Scilla                     | Kalabrien               | Straße von Messina   | 38° 15′ 22,8″ N, 15° 42′ 52,1″ O | 1913      | 6 m      | 72 m      | Fl.W.5s         |                 |
| Faro di Scogli Porcelli            | Sizilien                | Tyrrhenisches Meer   | 38° 2′ 36″ N, 12° 26′ 18″ O      | 1904      | 25 m     | 23 m      | Fl(2)W.10s      |                 |
| Faro di Scoglietto                 | Toskanischer Archipel   | Tyrrhenisches Meer   | 42° 49′ 42,9″ N, 10° 19′ 51,9″ O | 1910/1945 | 8 m      | 18 m      | Fl(2)W.6s       |                 |
| Faro di Scoglio Palumbo            | Sizilien                | Tyrrhenisches Meer   | 38° 0′ 45,3″ N, 12° 29′ 18,7″ O  |           | 12 m     | 16 m      | Fl.W.5s         |                 |
| Faro di Senigallia                 | Marken                  | Adriatisches Meer    | 43° 43′ 11,7″ N, 13° 13′ 15″ O   | 1950      | 17 m     | 17 m      | LFl(2)W.15s     |                 |
| Faro di Strombolicchio             | Liparische Inseln       | Tyrrhenisches Meer   | 38° 49′ 2,2″ N, 15° 15′ 7,6″ O   | 1905      | 8 m      | 58 m      | Fl(3)W.15s      |                 |
| Torre della Lanterna di Genova     | Ligurien                | Ligurisches Meer     | 44° 24′ 16,3″ N, 8° 54′ 16,6″ O  | 1543      | 77 m     | 117 m     | Fl(2)W.20s      |                 |
| Faro di Torre San Giovanni         | Apulien                 | Golf von Tarent      | 39° 53′ 10,9″ N, 18° 6′ 49,6″ O  | 1932      | 22 m     | 24 m      | Iso.WR.4s       |                 |
| Faro di Torre Sant'Andrea          | Apulien                 | Straße von Otranto   | 40° 15′ 18,9″ N, 18° 26′ 42,2″ O | 1936      | 16 m     | 24 m      | Fl(2)WR.7s      |                 |
| Faro di Torre Scola                | Ligurien                | Golf von La Spezia   | 44° 3′ 6″ N, 9° 51′ 30,6″ O      |           | 2 m      | 16 m      | Fl(2)W.6s       |                 |
| Faro del molo di Tramontana        | Apulien                 | Adriatisches Meer    | 41° 19′ 49,9″ N, 16° 17′ 26,4″ O | 1864      | 31 m     | 36 m      | LFl(2)W.12s     | Bild gesucht BW |
| Lanterna di Trieste                | Friaul-Julisch Venetien | Golf von Triest      | 45° 38′ 57″ N, 13° 45′ 21,5″ O   | 1769/1833 | 31 m     | 32 m      | gelöscht (1969) |                 |
| Faro delle Secche di Vada          | Toskana                 | Ligurisches Meer     | 43° 19′ 12,6″ N, 10° 21′ 49,3″ O | 1867      | 18 m     | 18 m      | Fl(2)W.10s      |                 |
| Faro di Ventotene                  | Latium                  | Tyrrhenisches Meer   | 40° 47′ 48,6″ N, 13° 26′ 4,4″ O  | 1869/1891 | 16 m     | 21 m      | Fl.W.5s         |                 |
| Faro di Vieste                     | Apulien                 | Adriatisches Meer    | 41° 53′ 21,2″ N, 16° 11′ 3,6″ O  | 1867      | 27 m     | 40 m      | Fl(3)W.15s      |                 |
| Faro della Vittoria                | Friaul-Julisch Venetien | Golf von Triest      | 45° 40′ 32,3″ N, 13° 45′ 25,2″ O | 1927      | 68 m     | 115 m     | Fl(2)W.10s      |                 |
| Porto di Levante                   | Liparische Inseln       | Tyrrhenisches Meer   | 38° 24′ 46,3″ N, 14° 57′ 54,8″ O |           |          |           |                 |                 |
| Faro di Marina Corta - Lipari      | Liparische Inseln       | Tyrrhenisches Meer   | 38° 27′ 53,1″ N, 14° 57′ 27,6″ O | 1915/2014 | 11 m     | 8 m       | Fl(3)W.15s      |                 |
| Faro di Scoglio di Montenassari    | Liparische Inseln       | Tyrrhenisches Meer   | 38° 34′ 56″ N, 14° 31′ 41,4″ O   |           | 15 m     | 4 m       | Fl(5)15s        |                 |